# Lexus LBX

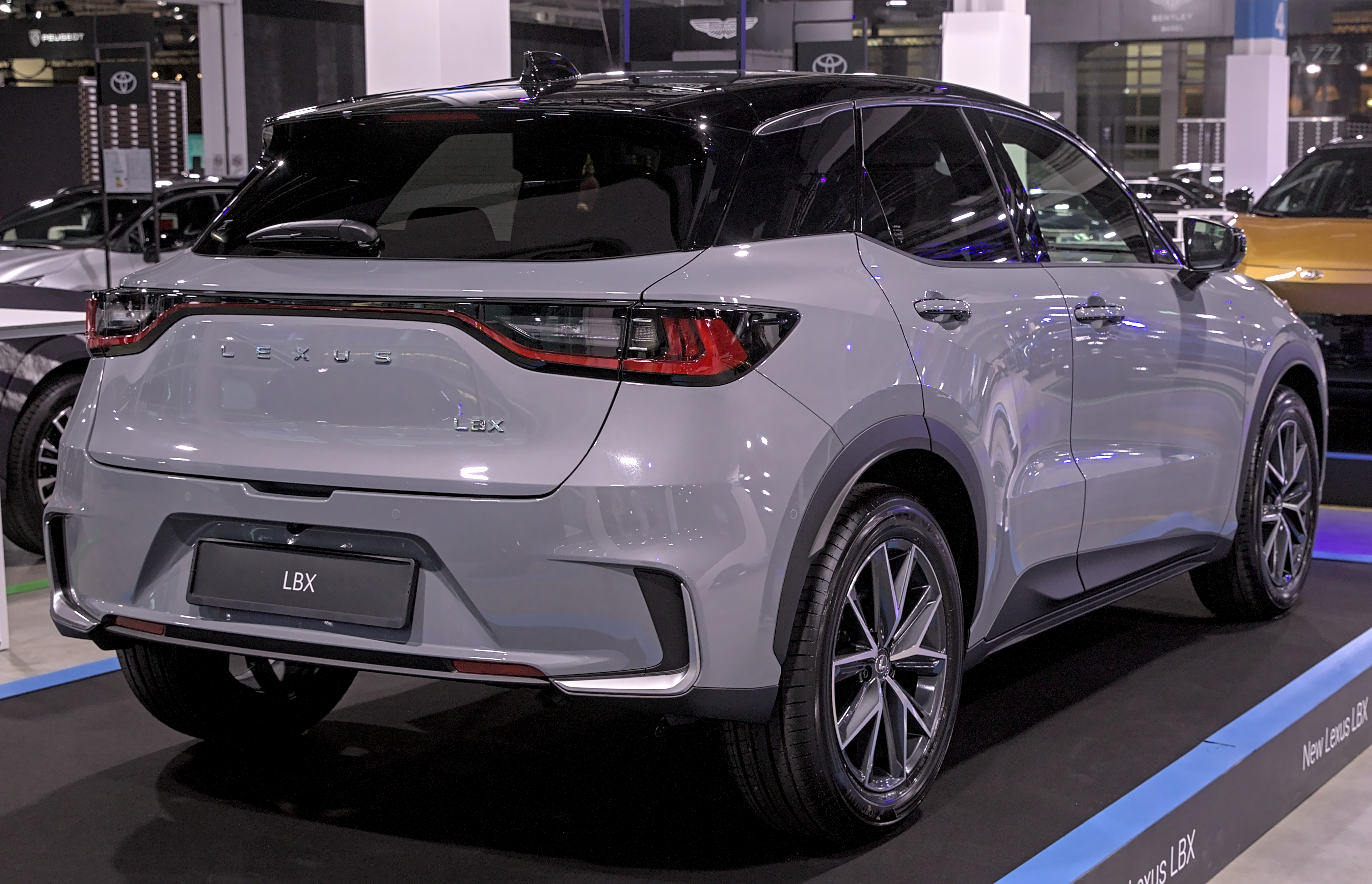
Arrière du véhicule

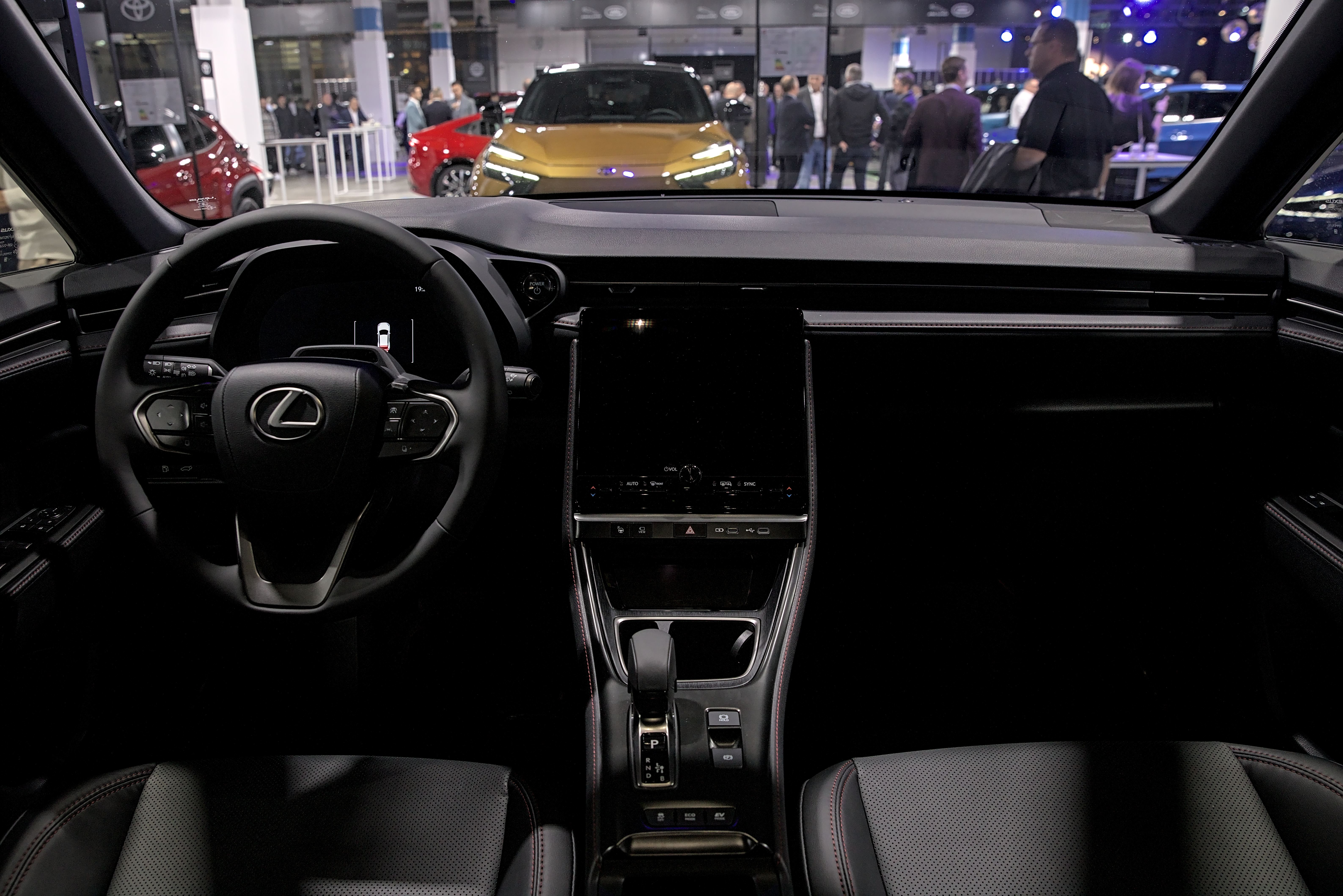
Intérieur du véhicule

La Lexus LBX (pour Lexus Breakthrough Crossover) est un crossover urbain hybride du constructeur automobile japonais Lexus produit à partir de la fin 2023 au Japon.

## Présentation
La Lexus LBX est présentée le 5 juin 2023. C'est la première Lexus conçue en priorité pour le marché européen.

## Caractéristiques techniques
La Lexus LBX est basée sur la Toyota Yaris Cross et repose sur la plateforme technique modulaire TNGA GA-B du groupe Toyota. Son empattement est 2 cm plus long que celui du Yaris Cross.

### Motorisation
La LBX est motorisée par le 3-cylindres 1,5 litre à cycle d'Atkinson de la Toyota Yaris IV associé à un moteur électrique, alimenté par une batterie Ni-MH (nickel-metal hybride) d'une puissance de 33 kW, pour une puissance totale de 136 ch, et accouplé à une transmission e-CVT.
| Lexus                         | Lexus LBX                                    | Lexus LBX                                    |
| Lexus                         | 1.5 HSD                                      | 1.5 HSD                                      |
| ----------------------------- | -------------------------------------------- | -------------------------------------------- |
| Moteur                        | 3-cylindres en ligne (cycle d'Atkinson)      | 3-cylindres en ligne (cycle d'Atkinson)      |
| Alimentation                  | Atmosphérique                                | Atmosphérique                                |
| Cylindrée (cm3)               | 1 490                                        | 1 490                                        |
| Puissance maximale ch (kW)    | Thermique : Électrique : Cumulée : 136 (100) | Thermique : Électrique : Cumulée : 136 (100) |
| au régime de (tr/min)         |                                              |                                              |
| Couple maximal (N m)          | 185                                          | 185                                          |
| au régime de (tr/min)         |                                              |                                              |
| Transmission                  | Traction                                     | Intégrale (E-Four)                           |
| Boîte de vitesses             | Automatique à variation continue (e-CVT)     | Automatique à variation continue (e-CVT)     |
| Vitesse maximale (km/h)       |                                              |                                              |
| 0-100 km/h (s)                | 9,2                                          |                                              |
| Consommation (L/100 km)       |                                              |                                              |
| Émissions de CO2 (g/km)       |                                              |                                              |
| Capacité du réservoir (L)     |                                              |                                              |
| Masse à vide (kg)             | 1280                                         |                                              |
| Norme environnementale        | Euro 6d                                      | Euro 6d                                      |
| Batterie                      |                                              |                                              |
| Type de batterie              | Ni-mh (Nickel métal hydrure)                 | Ni-mh (Nickel métal hydrure)                 |
| Capacité de la batterie (kWh) | 33                                           | 33                                           |
| Autonomie (km) - cycle WLTP   |                                              |                                              |

## Finition
- LBX (2WD uniquement)[9]
- LBX Elegant (2WD uniquement)
- LBX Relax
- LBX Emotion (2WD uniquement)
- LBX Cool

### Séries limitées
- Original Edition (2023), limitée à 1500 exemplaires en Europe dont 100 en France[10].
- Morizo RR (2024), pour le Japon, l'Australie et la Nouvelle-Zélande.
  - Morizo en référence au surnom de Akio Toyoda, petit-fils de Kiichiro Toyoda, le fondateur de la Toyota Motor Corporation, et actuel Président de Toyota. Et RR pour Rookie Racing, l’écurie de course de Akio Toyoda.
  - 3-cylindres 1.6 turbo (G16E-GTS) de la Toyota GR Yaris augmenté à 304 ch, 400 N m de couple, 0 à 100 km/h en 5,2 secondes[11].

## Concept car
Lexus LBX Morizo RR Concept, présenté au Tokyo Auto Salon 2024, et équipé du trois-cylindres 1.6 turbo des Toyota GR Yaris et Toyota GR Corolla, poussé à 305 ch.